# تيد هيل (محام بالقضاء العالي)
تيد هيل (بالإنجليزية: Ted Hill)‏ هو محام بالقضاء العالي أسترالي، ولد في 1915 في ملبورن في أستراليا، وتوفي في 1988.